# Martin Assig
Martin Assig (* 1959 in Schwelm) ist ein deutscher Maler, der mit der Technik der Enkaustik arbeitet. Er war ein Mitglied der Berliner Künstlergruppe BOR.

## Leben
Martin Assig wurde 1959 in Schwelm (zwischen Hagen und Wuppertal) geboren und studierte von 1979 bis 1985 an der Hochschule der Künste in Berlin. 1983 wurde er mit einer Studienstiftung des deutschen Volkes gefördert. Im Jahr 1985 war er Meisterschüler bei Hans-Jürgen Diehl. 1986 erhielt er den Kunstpreis der Stadt Zweibrücken für Malerei und 1993 den Käthe-Kollwitz-Preis. Von 1992 bis 1994 war er Stipendiat der Günther-Peill-Stiftung. Im Jahr 2000 war er als Gastprofessor an seiner Alma Mater tätig. Er lebt und arbeitet in Berlin und im brandenburgischen Brädikow.
Seit 1985 wurden Assigs Arbeiten in Einzelausstellungen unter anderem im Saarlandmuseum in Saarbrücken, der Kunsthalle zu Kiel (1996), dem ehemaligen Museum van Hedendaagse Kunst in Gent (1997), der Hamburger Kunsthalle (2000), dem spanischen Nationalmuseum Reina Sofía (2001), dem Weserburg-Museum (2002 und 2005), dem Museum Jena (2006, 2008 und 2010) sowie in Gruppenausstellungen unter anderem in der Akademie der Künste Berlin, dem Gezira Art Center in Kairo, der Kunstsammlung Basel und 2010/11 dem Marta Herford gezeigt. 2022/2023 zeigte das Museum Küppersmühle in Duisburg eine retrospektive Werkübersicht unter dem Titel Martin Assig. Weil ich Mensch bin.
Arbeiten des Künstlers befinden sich in der Bundeskunstsammlung, dem Museum of Modern Art und den Städtischen Museen in Jena.

## Werk
Die Verwendung der nur noch selten benutzten Maltechnik der Enkaustik ermöglicht es Assig, Bilder von starker Intensität und einer besonderen Art der Farbigkeit zu schaffen. Mittels der Technik kann die Zusammensetzung und die Dichte des Pigments im flüssigen Wachs gesteuert und so die Farbintensität beeinflusst sowie Bildwerke mit leicht reliefartiger Oberfläche erzeugt werden. Assigs Bilder zeigen häufig Körperteile oder Frauen in Korsagen und Kleidern. Die körpereigenen Netzstrukturen der Blut- oder Nervenbahnen scheinen hier nach außen abgebildet zu sein. Symbole und Zeichen werden so zu Strukturen aneinandergereiht, dass sie ornamental oder auch organisch wirken. Dadurch erinnern sie an Zellstrukturen, Wasserwirbel und andere Grundformen der Natur.

„Es ist schwierig zu unterscheiden, zwischen den inneren Bildern und den Bildern, die man in seinem Leben gesehen hat. Diese  Verknüpfung hat eine hohe Leitfähigkeit für meine Arbeit. Es gibt immer wieder die Vorstellung, unmögliche Bilder zu malen. Bilder sind vollkommen stumm und lassen sich nicht auf Worte zurückführen. Die Dinge, die im Bild abzulesen sind, sind Bekenntnisse und Absichten. Bruchstücke, Dissonanzen, Unvereinbarkeiten sind wichtig. Jegliche Vorstellung von Handlung in Bildern ist mir zuwider. Stillstand, Bildsein. Ich suche die Hermetik. Meine Bilder müssen sich von mir lösen und mir fremd werden.“

Neben der Malerei gehören Zeichnungen zu Assigs Werk. Dabei nutzt er häufig bedrucktes oder vorher anderweitig verwendetes Papier. Die Verwendung alter Techniken – wie dem Scherenschnitt – auch hier, lassen vergangene Zeiten anklingen. Manchmal arbeitet er auch mit Holz.